# Otar Kiteisjvili
Otar Kiteisjvili (Georgisch: ოთარ კიტეიშვილი) (Roestavi, 26 maart 1996) is een Georgisch voetballer die bij voorkeur als centrale middenvelder speelt. Hij tekende in juli 2018 bij Sturm Graz. In 2016 debuteerde hij voor Georgië.

## Clubcarrière
Kiteisjvili doorliep de jeugd van Dinamo Tbilisi waar hij in het seizoen 2013/14 in de eerste ploeg kwam. Hij werd uitgeleend aan Metaloerg Roestavi. Op 17 mei 2014 maakte Kiteisjvili zijn debuut op het terrein van zijn moederclub Dinamo Tbilisi. In de met 2–0 verloren wedstrijd kwam Kiteisjvili een klein half uur voor tijd Dachi Tsnobiladze vervangen. In januari 2015 keerde Kiteisjvili terug naar Dinamo Tbilisi en speelde nog 14 wedstrijden van het lopende seizoen. Op 3 oktober 2015 scoorde Kiteisjvili zijn eerste doelpunt in de Erovnuli Liga. In de thuiswedstrijd tegen Dinamo Batoemi maakte Kiteisjvili het enige doelpunt. Op 2 juli 2015 maakte Kiteisjvili zijn Europees debuut in de Europa League tegen Qäbälä PFK. Zijn eerste Europees doelpunt scoorde Kiteisjvili op 12 juli 2016 in de Champions League tegen Alasjkert. Op 31 juli 2018 tekende Kiteisjvili een contract voor vier jaar bij Sturm Graz.

## Clubstatistieken
| Seizoen     | Club                 | Competitie    | Competitie | Competitie | Competitie | Beker | Beker | Beker | Internationaal | Internationaal | Internationaal | Totaal | Totaal | Totaal |
| Seizoen     | Club                 | Competitie    | Wed.       | Dlp.       | Ass.       | Wed.  | Dlp.  | Ass.  | Wed.           | Dlp.           | Ass.           | Wed.   | Dlp.   | Ass.   |
| ----------- | -------------------- | ------------- | ---------- | ---------- | ---------- | ----- | ----- | ----- | -------------- | -------------- | -------------- | ------ | ------ | ------ |
| 2013/14     | Dinamo Tbilisi       | Erovnuli Liga | 0          | 0          | 0          | 0     | 0     | 0     | —              | —              | —              | 0      | 0      | 0      |
| Club Totaal | Club Totaal          | Club Totaal   | 0          | 0          | 0          | 0     | 0     | 0     | 0              | 0              | 0              | 0      | 0      | 0      |
| 2013/14     | → Metaloerg Roestavi | Erovnuli Liga | 2          | 1          | 0          | 0     | 0     | 0     | —              | —              | —              | 2      | 1      | 0      |
| 2014/15     | → Metaloerg Roestavi | Erovnuli Liga | 12         | 0          | 2          | 1     | 0     | 0     | —              | —              | —              | 13     | 0      | 2      |
| Club Totaal | Club Totaal          | Club Totaal   | 14         | 1          | 2          | 1     | 0     | 0     | 0              | 0              | 0              | 15     | 1      | 2      |
| 2014/15     | Dinamo Tbilisi       | Erovnuli Liga | 14         | 0          | 3          | 4     | 0     | 2     | —              | —              | —              | 18     | 0      | 5      |
| 2015/16     | Dinamo Tbilisi       | Erovnuli Liga | 27         | 4          | 11         | 7     | 0     | 1     | 2              | 0              | 0              | 36     | 4      | 12     |
| 2016/17     | Dinamo Tbilisi       | Erovnuli Liga | 11         | 1          | 0          | 3     | 4     | 1     | 6              | 1              | 0              | 20     | 6      | 1      |
| 2017/18     | Dinamo Tbilisi       | Erovnuli Liga | 25         | 1          | 3          | 3     | 0     | 1     | —              | —              | —              | 28     | 1      | 4      |
| 2018/19     | Dinamo Tbilisi       | Erovnuli Liga | 18         | 11         | 10         | 1     | 1     | 0     | 2              | 0              | 1              | 21     | 12     | 11     |
| Club Totaal | Club Totaal          | Club Totaal   | 95         | 17         | 27         | 18    | 5     | 5     | 10             | 1              | 1              | 123    | 23     | 33     |
| 2018/19     | SK Sturm Graz        | Bundesliga    | 31         | 4          | 4          | 1     | 0     | 0     | —              | —              | —              | 32     | 4      | 4      |
| 2019/20     | SK Sturm Graz        | Bundesliga    | 31         | 6          | 5          | 4     | 1     | 2     | 2              | 0              | 0              | 37     | 7      | 7      |
| 2020/21     | SK Sturm Graz        | Bundesliga    | 26         | 7          | 5          | 1     | 0     | 1     | —              | —              | —              | 27     | 7      | 6      |
| 2021/22     | SK Sturm Graz        | Bundesliga    | 14         | 1          | 4          | 2     | 1     | 0     | 4              | 2              | 1              | 20     | 4      | 5      |
| 2022/23     | SK Sturm Graz        | Bundesliga    | 16         | 5          | 1          | 4     | 0     | 0     | 5              | 1              | 0              | 25     | 6      | 1      |
| Club Totaal | Club Totaal          | Club Totaal   | 118        | 23         | 19         | 12    | 2     | 3     | 11             | 3              | 1              | 141    | 28     | 23     |
| TOTAAL      | TOTAAL               | TOTAAL        | 227        | 41         | 48         | 31    | 7     | 8     | 21             | 4              | 2              | 279    | 52     | 58     |

## Interlandcarrière
In november 2016 werd Kiteisjvili door bondscoach Vladimír Weiss opgeroepen voor de WK-kwalificatiewedstrijd tegen Moldavië. Hij kwam die wedstrijd niet in actie. Op 23 januari 2017 maakte Kiteisjvili zijn debuut in de oefeninterland tegen Oezbekistan. Hij werd een minuut voor tijd vervangen door Giorgi Papoenasjvili. Kiteisjvili werd op 22 mei 2024 door bondscoach Willy Sagnol opgenomen in de Georgische selectie voor het EK 2024 in Duitsland. Georgië eindigde bij zijn eerste deelname als derde in een groep met Turkije, Tsjechië en Portugal, waarna het in de achtste finales met 4–1 verloor van Spanje. Kiteisjvili kwam op het toernooi in actie tegen Portugal en Spanje.
1 Scherpen ·
2 Johnston ·
4 Stanković ·
5 Wüthrich ·
6 Borković ·
8 Prass ·
9 Włodarczyk ·
10 Kiteisjkili ·
11 Sarkaria ·
14 Serrano ·
15 Bøving ·
16 Jaroš ·
17 Teixeira ·
18 Biereth ·
19 Horvat ·
20 Jatta ·
21 Stückler ·
22 Gazibegović ·
24 Lavalée ·
25 Hierländer  ·
27 Haider ·
28 Schnegg ·
29 Fuseini ·
31 Marić ·
35 Geyrhofer ·
38 Grgic ·
40 Bignetti ·
42 Affengruber ·
43 Obi ·
44 Danté ·
Coach: Ilzer
1 Loria ·
2 Kakabadze ·
3 Dvali ·
4 Kasjia  ·
5 Kvirkvelia ·
6 Kotsjorasjvili ·
7 Kvaratschelia ·
8 Zivzivadze ·
9 Davitasjvili ·
10 Tsjakvetadze ·
11 Kvilitaia ·
12 Goegesjasjvili ·
13 Gotsjoleisjvili ·
14 Lotsjosjvili ·
15 Gvelesiani ·
16 Kvekveskiri ·
17 Kiteisjvili ·
18 Altoenasjvili ·
19 Sjengelia ·
20 Mekvabisjvili ·
21 Tsitaisjvili ·
22 Mikautadze ·
23 Lobzjanidze ·
24 Tabidze ·
25 Mamardasjvili ·
26 Sigoea ·
Coach: Sagnol